# Eritreanska självständighetskriget
Eritreanska självständighetskriget kallas de strider mellan den etiopiska regeringen och eritreanska separatister, som utkämpades mellan 1 september 1961 och 29 maj 1991. [källa behövs]

## Bakgrund
Under kolonitiden var Eritrea, liksom Italienska Somaliland och Libyen, italienskt.
Efter andra världskriget började avkoloniseringen i Afrika. Italienska Somaliland och Libyen blev självständiga. Men Etiopiens kejsare, Haile Selassie, hävdade att Eritrea ursprungligen tillhört Etiopien. Samtidigt ville Sovjetunionen att Eritrea skulle bli självständigt. För Etiopiens kejsare var det en kamp om Röda havet.
USA pressade år 1950 fram ett avslut av kolonistyret av Eritrea. Med USA och Storbritannien som medlare gjordes en kompromiss där Eritrea blev en del av en lös federation med Etiopien.
Federationsförslaget var omtyckt av det i huvudsak kristna tigrinjafolket men möttes av motstånd från många av landets muslimer.
I resolution 390 i FN:s generalförsamling år 1951 inkluderades Eritrea således i en federation med Kejsardömet Etiopien. Där bestämdes att Eritrea skulle ha eget parlament och egen flagga. 1952 blev Eritrea en del av Etiopien.
Under federationen påbörjades en undertryckning av den eritreanska kulturen. Under ett decennium eskalerade övergreppen på Eritrea till dess att delstaten helt införlivades i Etiopien.
Det etiopiska huvudspråket amhariska blev 1958 det enda officiella språket och den eritreanska flaggan förbjöds 1960. 1961 utbröt väpnat motstånd mot den etiopiska närvaron. Året därpå upplöstes federationen av den etiopiske kejsaren Haile Selassie och Eritrea annekterades som Etiopiens fjortonde provins.

### Kriget
Eritrean Liberation Front, ELF, började som en liten motståndsrörelse när dom 1961 sköt de första skotten i kampen för frigörelse av Eritrea. Skotten gick mot militärförläggningar och polisstationer och var början på det som ska komma att bli känt som Afrikas längsta krig.
ELF stred inledningsvis med gamla brittiska och italienska gevär. Samtidigt hade Etiopien tillgång till möjligheten att införa undantagstillstånd, vilket gjordes i delstaten Eritrea, och även möjlighet till bombanfall. Flera hundra byar bombades sönder. Motståndet mot Etiopien växte som en reaktion på detta.
1974 intensifierades kriget, och samma år störtades Etiopiens kejsare i en militärkupp. Det amerikanska stödet till Etiopien upphörde då den nya militärjuntan förklarade Etiopien marxistiskt-leninistiskt.
Det rådde kaos och terror i Etiopien under perioden, vilket de eritreanska separatisterna utnyttjade. 1977 hade man återtagit en stor del av Eritrea.
Sovjetunionen inledde då ett massivt stöd till Etiopien. Förutom krigsmateriel deltog man också i kriget när man 1977 besköt eritreanska separatister vid hamnstaden Massawa. Omringade av Sovjetunionen och Etiopien tvingades separatisterna till reträtt.
I 10 år var kriget mot Etiopien i princip vilande medan strider mellan de två eritreanska Separatistgrupperna ELF och EPLF pågick.
Men 1982 började kriget igen och Etiopien gick till massivt anfall mot Eritrea. I staden Nakfa lär endast moskén ha stått kvar. EPLF byggde därför en underjordisk stad med bland annat sjukhus, skola och verkstäder. Skyttegravar omringade staden.
Beväpnade med bland annat 80 000 man och 200 pansarvagnar attackerade Etiopien separatisterna. Anfallet höll på i fyra dagar. Senare anföll Etiopien även från Rödahavskusten. Eritreas civila personal tillkallades. Striderna höll på i tre månader. Förlusterna var stora, Etiopien förlorade 40 000 man och separatisterna 4000 man. Dock nådde Etiopien ingen framgång.
1988 hade separatisterna tagit över mycket modernt krigsmateriel från Etiopien och de hade nu en armé.
Mot slutet av kalla kriget avslutade Sovjetunionen sin uppbackning av den kommunistiska regeringen i Addis Abeba som både mötte motstånd i Eritrea och det etiopiska inbördeskriget. President Mengistu Haile Mariam störtades i maj 1991 och det eritreanska självständighetskriget avslutades.

## Efterspel
1993 hölls en folkomröstning i Eritrea angående om landet skulle bli självständigt och segern för ja-sidan var överväldigande.

## Separatistgrupperna
I början av 1970-talet delades ELF när många medlemmar gick över till den nybildade rörelsen Eritrean People’s Liberation Front, EPLF.
Tidvis låg även de två motståndsrörelserna i krig med varandra, även om ideologin i grunden var densamma.

## Källhänvisningar
1. ↑   Spencer C. Tucker, A Global Chronology of Conflict: From the Ancient World to the Modern Middle East, page 2402
2. 1 2  Fauriol, Georges A; Loser, Eva (1990). Cuba: the international dimension. Transaction Publishers. ISBN 0-88738-324-6
3. ↑  Schoultz, Lars (2009). That infernal little Cuban republic: the United States and the Cuban Revolution. The University of North Carolina Press. ISBN 978-0-8078-3260-8
4. ↑  Connell, Dan; Killion, Tom (2011). Historical Dictionary of Eritrea. Scarecrow Press, Inc. ISBN 978-0-8108-5952-4
5. 1 2  Connell, Dan (2005). Building a New Nation: Collected Articles on the Eritrean Revolution (1983–2002). Red Sea Press. ISBN 1-56902-199-6
6. ↑  ”Eritrean War of Independence 1961–1993”. Arkiverad från originalet den 30 september 2007. https://web.archive.org/web/20070930210517/http://www.onwar.com/aced/data/echo/eritrea1961.htm. Läst 6 september 2007.
7. ↑  ”A Little Help from Some Friends”. Time. 16 oktober 1978. http://content.time.com/time/subscriber/article/0,33009,916434,00.html. Läst 6 september 2007.
8. ↑  ”F-15 Fight: Who Won What”. Time. 29 maj 1978. Arkiverad från originalet den 23 augusti 2013. https://web.archive.org/web/20130823194956/http://www.time.com/time/magazine/article/0,9171,919695,00.html. Läst 6 september 2007.
9. ↑  ”Communism, African-Style”. Time. 4 juli 1983. http://content.time.com/time/subscriber/article/0,33009,950926,00.html. Läst 6 september 2007.
10. ↑  ”Ethiopia Red Star Over the Horn of Africa”. Time. 4 augusti 1986. http://content.time.com/time/subscriber/article/0,33009,961908,00.html. Läst 6 september 2007.
11. ↑  ”Ethiopia a Forgotten War Rages On”. Time. 23 december 1985. http://content.time.com/time/subscriber/article/0,33009,960451,00.html. Läst 6 september 2007.
12. 1 2  Keneally, Thomas (27 september 1987). ”In Eritrea”. The New York Times. http://www.nytimes.com/1987/09/27/magazine/in-eritrea.html?sec=&spon=&pagewanted=2. Läst 14 augusti 2009.
13. 1 2 3 4 5 6 7 8 9 10 11 12 13 14 15 16  juli 2018, Text-Bo Bjelfvenstam 8 (8 juli 2018). ”30 år av strider när Eritrea bröt sig loss”. Militarhistoria.se. https://militarhistoria.se/1900-tal/eritreas-befrielsekrig-1961-91. Läst 8 februari 2022.
14. 1 2 3 4  ”Eritrea viewpoint: I fought for independence but I'm still waiting for freedom” (på brittisk engelska). BBC News. 24 maj 2021. https://www.bbc.com/news/world-africa-57187736. Läst 8 februari 2022.
15. 1 2  United Nations General Assembly. ”Eritrea: Report of the United Nations Commission for Eritrea; Report of the Interim Committee of the General Assembly on the Report of the United Nations Commission for Eritrea” ( PDF). https://digitallibrary.un.org/record/666499/files/A_RES_390%28V%29%5BB%5D-EN.pdf. Läst 15 augusti 2011.
16. 1 2 3 4  Leraand, Dag; Østebø, Terje (2022-01-15). ”Eritreas historie” (på norskt bokmål). Store norske leksikon. http://snl.no/Eritreas_historie. Läst 9 februari 2022.
17. 1 2 3  Semere Haile "The Origins and Demise of the Ethiopia-Eritrea Federation", Issue: A Journal of Opinion, 15 (1987), pp.9–17
18. ↑  Valentino, Benjamin A. (2004). Final Solutions: Mass Killing and Genocide in the Twentieth Century. Ithaca: Cornell University Press. sid. 196. ISBN 0-8014-3965-5
19. ↑  ”Eritrea Birth of a Nation”. http://www.dehai.org/conflict/history/birth_of_a_nation.htm. Läst 15 september 2006.